# بارهنگ کوتوله
بارهنگ کوتوله (نام علمی: Plantago exigua) یکی از گونه‌های سرده بارهنگ است.